# Amerikansk Samoa ved vinter-OL 2022
Amerikansk Samoa deltager i vinter-OL 2022 i Beijing, Kina i perioden 4. – 20. februar 2022.

## Medaljer
| 2022 Beijing     | Guld | Sølv | Bronze | Total |
| Amerikansk Samoa | -    | -    | -      | -     |

### Medaljevindere
| Amerikansk Samoa under vinter-OL 2022 i Beijing | Amerikansk Samoa under vinter-OL 2022 i Beijing | Amerikansk Samoa under vinter-OL 2022 i Beijing | Amerikansk Samoa under vinter-OL 2022 i Beijing | Amerikansk Samoa under vinter-OL 2022 i Beijing |
| Medalje                                         | Navn                                            | Sport                                           | Event                                           | Dato                                            |
| ----------------------------------------------- | ----------------------------------------------- | ----------------------------------------------- | ----------------------------------------------- | ----------------------------------------------- |
| Guld                                            | -                                               | -                                               | -                                               | -                                               |
| Sølv                                            | -                                               | -                                               | -                                               | -                                               |
| Bronze                                          | -                                               | -                                               | -                                               | -                                               |